# Fleur de sel

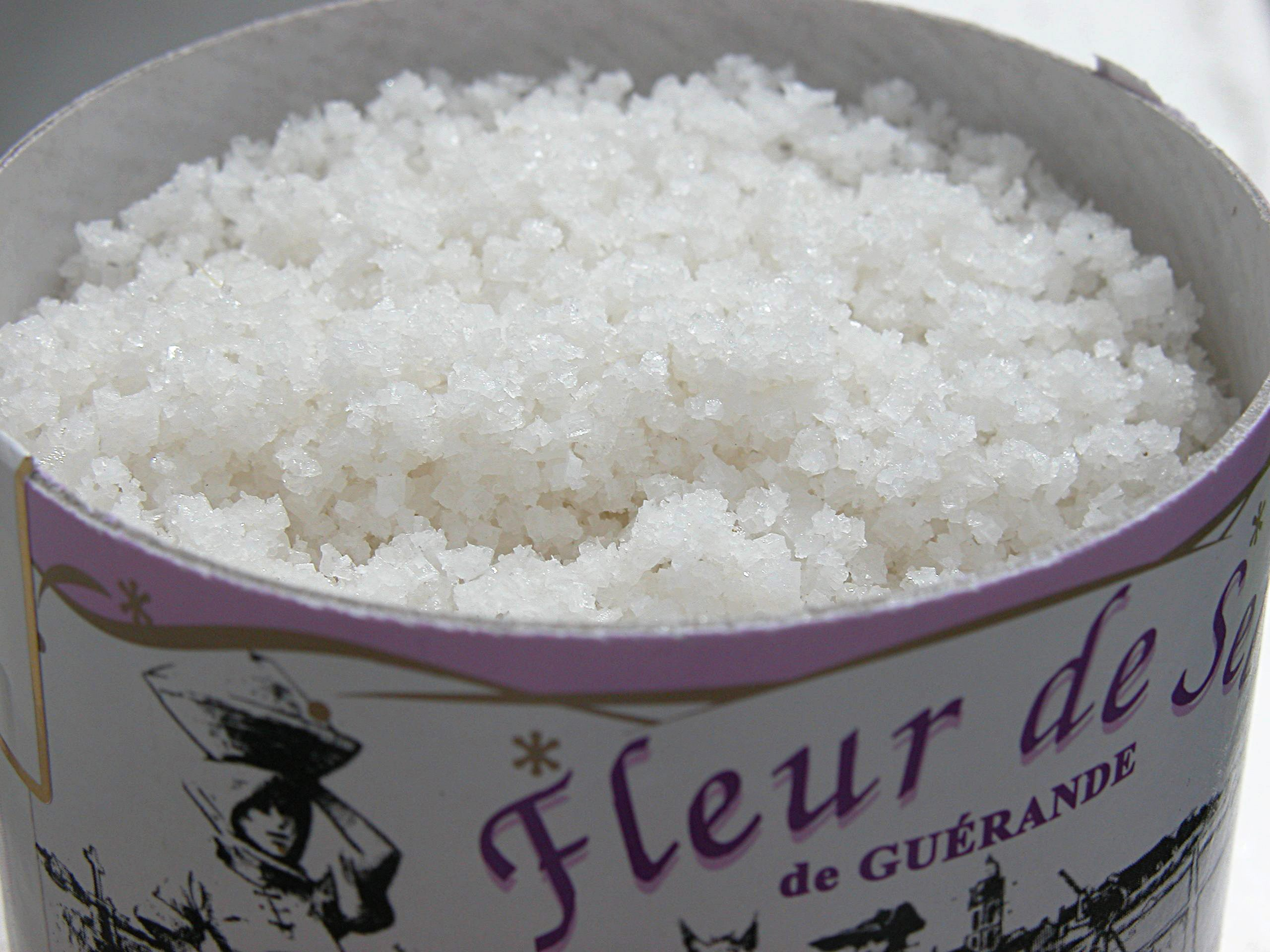
Fleur de Sel de Guérande

Fleur de sel (letterlijk zoutbloem) is een speciaal soort zeezout met een fijne kristalstructuur. Fleur de sel wordt ook verkocht onder de naam Keltisch zeezout.

## Karakteristieken
Fleur de sel is zeer wit. Het grove zout, de “gros sel” dat in dezelfde zoutpannen gewonnen wordt is enigszins grijs door de kleideeltjes van de bodem van de zoutpan die ook in het zout terechtgekomen zijn. Vastgesteld is dat in fleur de sel een extreem halofiele microalg voorkomt, de Dunaliella salina, een microalg die in extreem hoge zoutgehaltes kan overleven. Deze alg zou verantwoordelijk zijn voor de lichtroze tint en de lichte viooltjesgeur van fleur de sel. Fleur de sel bevat net als andere zeezouten meer mineralen dan keukenzout. Het wordt meestal verkocht in afgesloten kleine bussen. Door zijn relatieve schaarsheid is fleur de sel een van de duurste zouten en volgens sommigen in culinair opzicht ook het beste.

## Gebruik
Fleur de sel is een enigszins vochtig zout. Hierdoor lost de fleur de sel niet op wanneer het over vochtig voedsel gestrooid wordt: het behoudt haar kristalstructuur en geeft een knapperige laag op het voedsel en ook een witte gloed.
Door de fijne structuur van de kristallen lost fleur de sel vlugger op dan keukenzout bij gebruik tijdens het koken. Dus is het het beste om het op het laatst over het voedsel te strooien net voor het te serveren. De kristallen van fleurs de sel zijn ongelijk van afmetingen en onregelmatig gevormd en daarom lossen ze in een verschillend tempo op in de mond, waardoor men langer een zoute smaak houdt.

## Winning

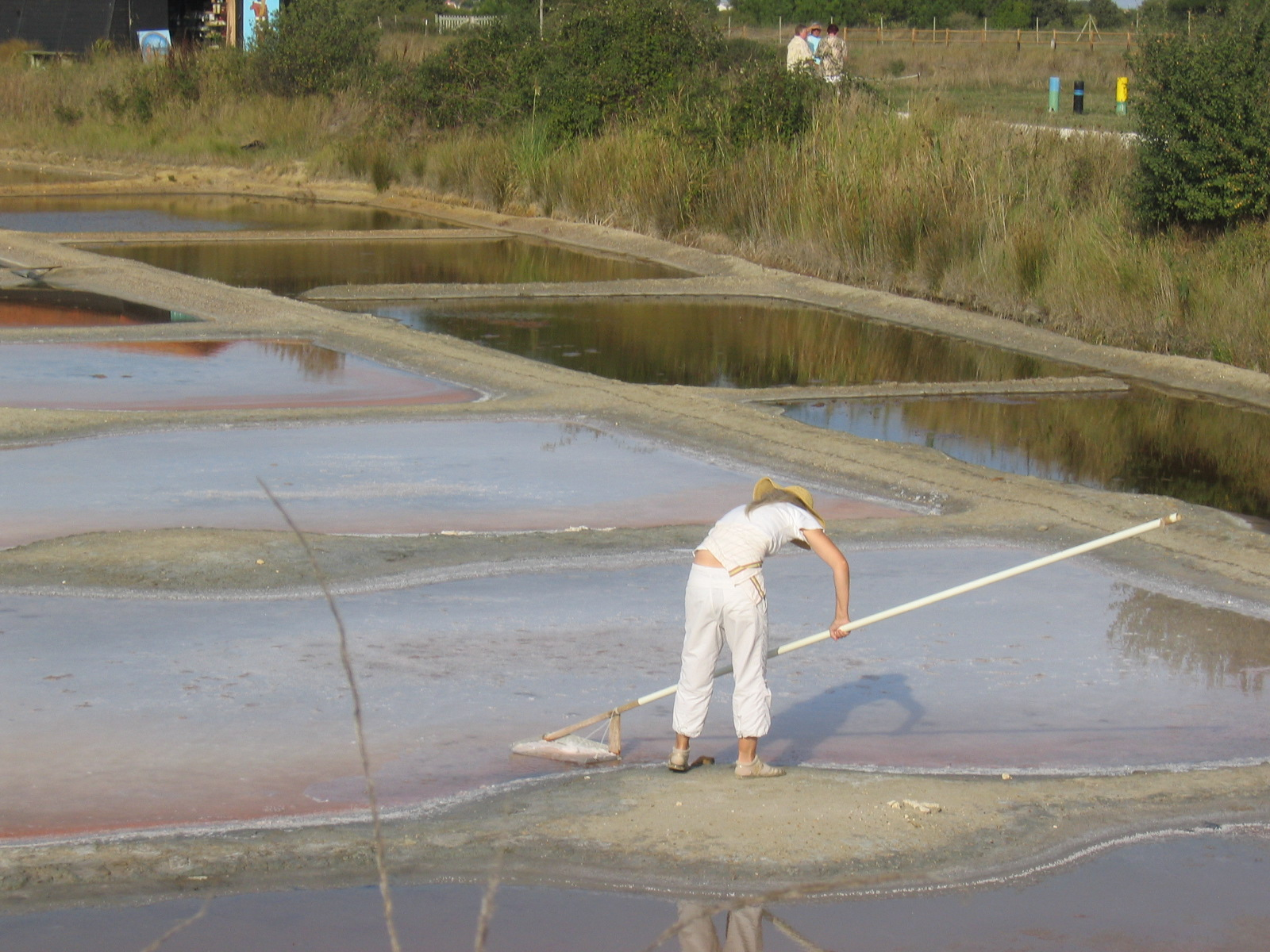
Zoutbekkens op Île d’Oléron

Fleur de sel wordt gewonnen uit vrijwel van zout verzadigd water. De winning vindt plaats in twee stappen. De eerste keer wint men alleen de bovenste laag van het gekristalliseerde zout van de zoutbekkens. Dit handwerk is tijdrovend en per vierkante meter kan men slechts enkele grammen winnen (afhankelijk van omstandigheden). Omdat het zout is dat nog maar net gekristalliseerd is heeft het een fijne kristalstructuur. Vervolgens wint men bij de tweede keer het grove zout, dat is het lagergelegen zout met grotere kristallen vlak bij de bodem.
Na winning wordt het zout nog gedroogd. Maar de droging is niet volledig. Fleur de sel behoudt nog zo’n 5% vochtigheid, wat ook bijdraagt aan het karakter.
De gunstige omstandigheden voor het winnen van fleur de sel zijn slechts gedurende een maand per jaar aanwezig (van half juli tot half augustus op het noordelijk halfrond).

## Technische aspecten

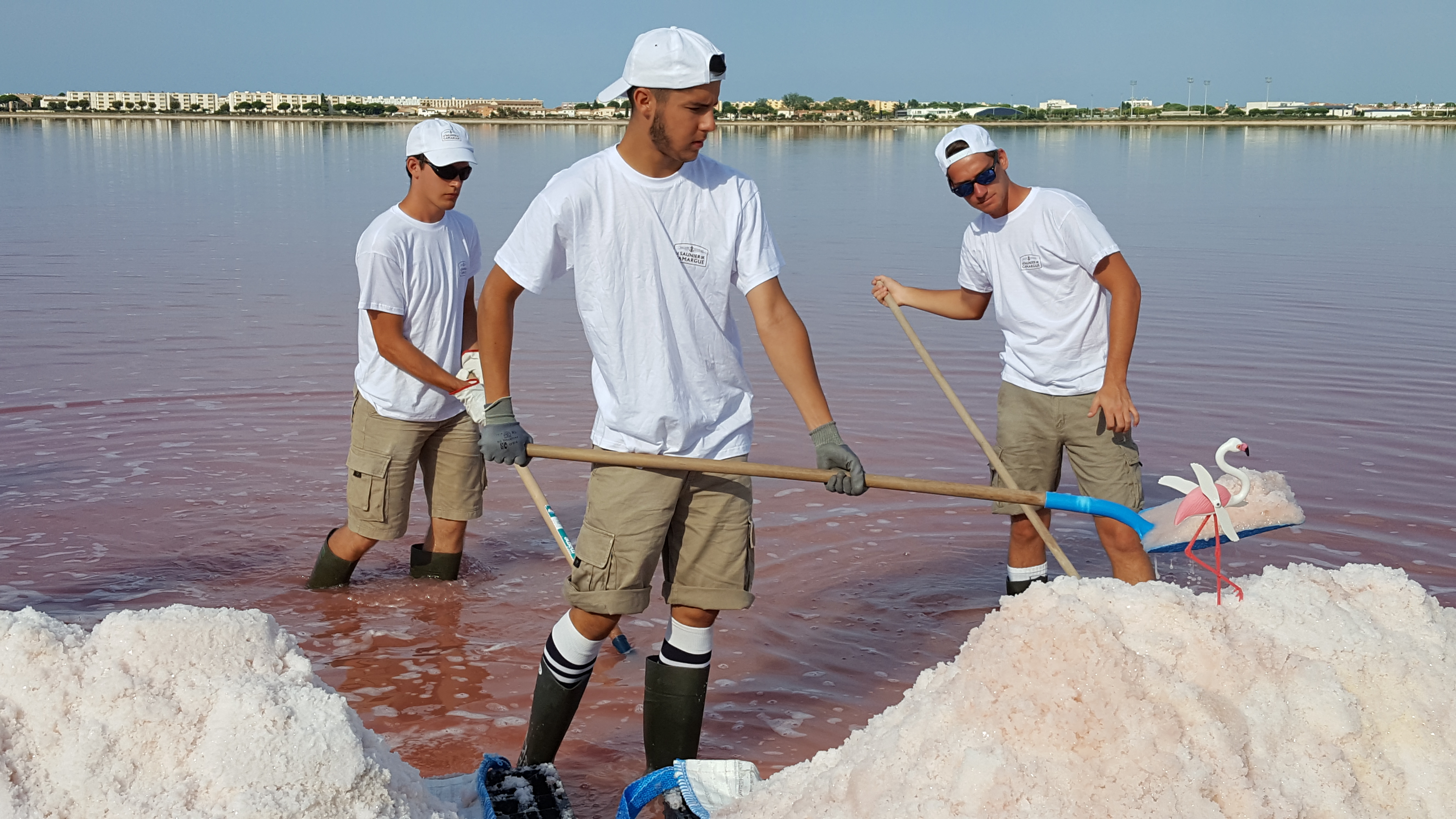
Oogsttijd van de Fleur de Sel in de Camargue

De techniek bestaat uit de opbouw in vijf verschillende bassins, steeds met een groter zoutgehalte. In bekken 1 wordt het verse zeewater geleid (zoutgehalte 35g/l), in het laatste bekken kristalliseert het zout uiteindelijk (zoutgehalte 280g/l tot 320g/l) en wordt het gewonnen.

## Lange traditie

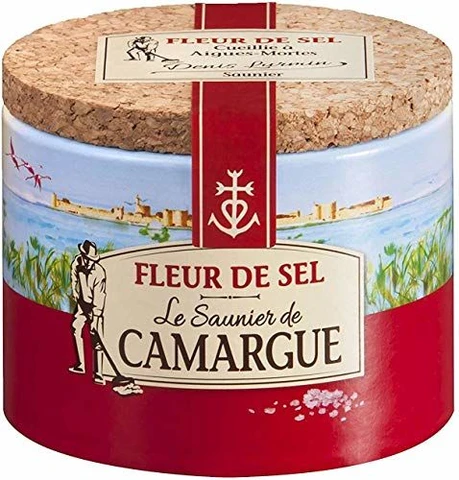
Fleur de Sel uit de Camargue

De traditionele fleur de sel komt van de kust van Bretagne, vooral uit Batz-sur-Mer en Guérande (Fleur de Sel de Guérande is de meest bekende), maar ook op Île de Noirmoutier en Île de Ré. Het is een voedingsproduct met een lange traditie. De zoutbekkens bestaan al sinds de Romeinse tijd. In het jaar 868 wordt er al melding van gemaakt.
Naast de traditionele fleur de sel uit Bretagne wordt het ook gewonnen in andere gebieden, zoals in de Camargue Zuid-Frankrijk. De Fleur de Sel die hier vandaan komt is de nummer 1 in Frankrijk en ook in Nederland. Dit is het Fleur de Sel van Le Saunier de Camargue.
Hier wordt het zout gedurende 6 weken per jaar in juli en augustus met de hand geoogst. In het voorjaar laat de saunier (zoutzieder) het zeewater uit de Middellandse zee een 60km lang kanalenstelsel binnenlopen. Gedurende de daarop volgende maanden wordt per dag bekeken of het water weer een stuk verder kan. Dit is afhankelijk van de wind en de zon. Naarmate het water verder stroomt en eindigt in de verschillende bekkens wordt de concentratie zeezout steeds groter. Uiteindelijk in de maand juli vormt zich een flinterdun laagje op het wateroppervlak als teken dat de Fleur de Sel geoogst kan gaan worden. Overigens heeft de naam Fleur niets te maken met een bloem. Fleur is een oud Frans woord dat "aan de oppervlakte" betekent. 
Dit Fleur de Sel wordt dan met de hand geoogst en ligt vervolgens op een speciale plaats nog een jaar te drogen. De vochtigheid na de oogst is namelijk ongeveer 15% en in een jaar loopt dat terug naar ongeveer 2%, waarna het verpakt kan worden. 
Het Fleur de Sel uit de Camargue is van nature spierwit.